# Ednam House Hotel

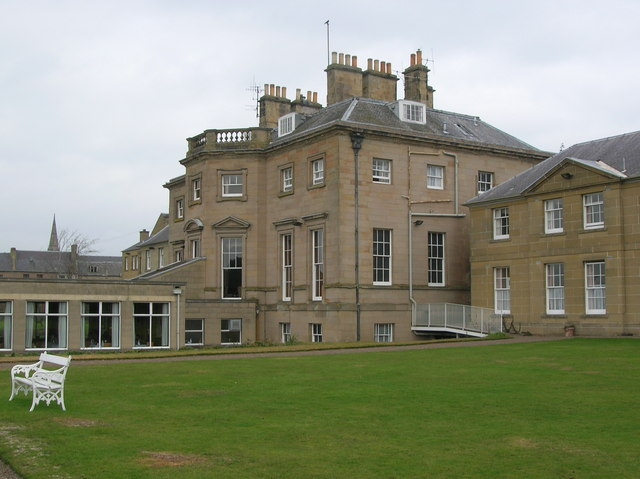
Ednam House Hotel

Das Ednam House Hotel, ehemals Havannah House, ist ein Hotel in der schottischen Kleinstadt Kelso in der Council Area Scottish Borders. 1971 wurde das Bauwerk in die schottischen Denkmallisten in der höchsten Denkmalkategorie A aufgenommen.

## Geschichte
Der aus Kelso stammende James Dickson verließ seine Heimat, nachdem man ihn der Beschädigung eines Brunnens bezichtigt hatte. Er zog nach Nordamerika und machte insbesondere als Kaufmann in Zusammenarbeit mit der britischen Marine während der Kampagne in Havanna ein Vermögen. Nach seiner Heimkehr beauftragte er den schottischen Architekten James Nisbet mit der Planung eines Herrenhauses am Standort des Chatto Lodging House. Das zunächst Havannah House genannte Gebäude wurde 1761 fertiggestellt. Um 1845, und damit in dem Zeitraum, als Peter Robertson das Anwesen übernahm, wurde das Herrenhaus überarbeitet. Im Zuge der Umbaumaßnahmen zu einem Hotel, wurde 1932 der Nordflügel hinzugefügt; fünf Jahre später folgte der Südflügel. Eine weitere Ergänzung an der Westseite kam 1955 hinzu.

## Beschreibung
Das Ednam House Hotel liegt am Südrand von Kelso am linken Ufer des Tweed unweit der Einmündung des Teviot. Die Ruinen der mittelalterlichen Kelso Abbey liegen in der Nähe. Das zweistöckige Gebäude ist klassizistisch ausgestaltet. Mit Ausnahme der Bruchsteinmauer an der Nordseite, besteht das Mauerwerk aus polierten Steinquadern. Die ostexponierte Frontseite ist drei Achsen weit. Der Eingangsbereich am abgekanteten, drei Achsen weiten Mittelrisalit ist über eine gefächerte Vortreppe mit Balustrade zugänglich. Der bekrönenden, segmentbögige Giebel stammt ebenso aus dem mittleren 19. Jahrhundert, wie die flankierenden Seitenlichter. Der Risalit schließt mit einer Steinbalustrade. Ein Kranzgesims läuft um. Die Fenster sind teils mit Faschen und abschließenden Gesimsen gestaltet. Die abschließenden Plattform- und Walmdächer mit symmetrisch angeordneten Kaminen sind mit Schiefer eingedeckt. Die herausragenden Stuckarbeiten im Inneren werden Thomas Perritt und Joseph Rose senior zugeschrieben. Die Türen sind aus kubanischem Hartholz gefertigt.